# Максимилиан II (курфюрст Баварии)
Максимилиа́н II Мари́я Иммануи́л Каэта́н Баварский (нем. Maximilian II. Maria Emanuel Kajetan von Bayern; 11 июля 1662[…], Мюнхен — 26 февраля 1726[…], Мюнхен) — курфюрст Баварии с 26 мая 1679 по 29 апреля 1706 и с 6 марта 1714 по 26 февраля 1726 года. Штатгальтер Испанских Нидерландов с 1692 по 1706 годы.

## Биография
Сын и преемник курфюрста Фердинанда Марии Баварского.
Участвовал в освобождении Вены от турецкой осады в 1683 году; отличился в борьбе с турками при взятии Грана, Буды (1686) и Белграда (1688) и много содействовал победе при Мохаче в 1687 году.
В 1690 году он командовал на Рейне имперской армией против французов, а в 1691 году отправился испанским наместником в Нидерланды.
Его первая супруга Мария Антония, дочь Леопольда I, имела по матери права на испанский престол. Их сына Иосифа Фердинанда Карл II назначил в завещании 1698 года своим наследником; но Иосиф Фердинанд умер в 1699 году, и права на испанское наследство утратились и Максимилиан сложил с себя звание наместника.
После смерти короля Испании Карла II король Франции Людовик XIV привлек на свою сторону курфюрста, обещав ему Нидерланды. В союзе с Францией Максимилиан с 1702 года боролся с императором в Южной Германии, взял Ульм и Регенсбург, проник в Тироль, но после тяжелых поражений при Шелленберге и Гохштедте (1704) должен был оставить Баварию, с которой Австрия расправлялась как с покоренной страной и которую после нескольких её восстаний страшно угнетала. В 1706 году Максимилиан во главе французского войска был разбит при Рамильи английско-голландскими войсками Мальборо и потерял Брабант. Только после Раштаттского мира, в 1714 году, Максимилиан смог вернуться в свои владения.
Он усиленно стремился к ограничению власти земских чинов Баварии.

## Семья
В 1685 году женился на австрийской эрцгерцогине Марии Антонии, дочери императора Священной Римской империи Леопольда I. У них родились трое сыновей, все умерли в детстве:
- Леопольд Фердинанд (1689—1689), принц Баварский
- Антон (1690)
- Иосиф Фердинанд Леопольд (1692—1699), курпринц Баварский, с 1698 принц Астурийский и наследник своего двоюродного деда — Карла II. Умер за год до Карла II, в результате чего испанский престол стал предметом борьбы между австрийскими Габсбургами и французскими Бурбонами (Война за испанское наследство).

После смерти первой жены вступил в брак с Терезой Кунегундой Собеской (1676—1730), дочерью польского короля Яна III. Дети:
- Мария Анна Каролина[нем.] (1696—1750)
- Карл Альбрехт (1697—1745), будущий император Священной Римской империи Карл VII
- Филипп Мориц[нем.] (1698—1719)
- Фердинанд (1699—1738)
- Клименс Август (1700—1761), архиепископ и курфюрст кёльнский
- Иоанн Теодор (1703—1763)